# Modèle de maturité numérique
Le modèle de maturité numérique, en anglais « Digital Maturity Model (DMM) », est un modèle de référence pour évaluer la transition d'une entreprise ou d'une organisation au numérique.
Le TM forum, une association internationale à but non lucratif d'entreprises du secteur des télécommunications et du numérique, a mis au point un premier modèle de maturité DMM.
Un modèle générique, applicable à tout type de structure, existe également, le « Digital Internet Maturity Model (DIMM) ».
Le DMM peut être utilisé à chaque étape de la transformation pour identifier les lacunes, définir les domaines clés sur lesquels se concentrer et déterminer par où commencer.
Il ne remplace pas un cadre global de transformation, mais sert de guide et d'outil auquel se référer tout au long du processus.

## Modèle de maturité DMM du TM Forum

### Stades de maturité
Le modèle de maturité numérique comprend cinq stades : 
- Amorçage : quelques opérations commencent une transition au numérique
- Stade émergent : toutes les opérations commencent à intégrer le numérique au quotidien
- Stade opérationnel : les objectifs et la planification de l'organisation intègrent le numérique
- Stade avancé : de nouvelles idées innovantes sont mises en œuvre pour étendre les capacités numériques
- Stade dominant : le numérique est parfaitement maitrisé et l'organisation a une position de leader dans le domaine

### Dimensions et métriques
Le modèle identifie 5 domaines pertinents pour la maturité : 
- les clients
- la stratégie
- la technologie
- les opérations
- la culture, le personnel et l'organisation

Un ensemble de 175 critères permet alors d'évaluer le stade de maturité pour chaque dimension. Un diagramme en radar est alors utilisé pour la synthèse de la maturité sur les différents axes.

## Modèle de maturité de l'Agence du Numérique (Wallonie-Belgique)
Dans le cadre de la stratégie numérique de la Wallonie, Digital Wallonia, l'Agence du Numérique de Wallonie, a développé un modèle maturité simplifié qui évalue un score sur 100 points sur les 4 axes suivants du numérique :  
- technologies (infrastructure numérique, équipement logiciel...) ;
- organisation du travail (ressources humaines, télétravail...) ;
- processus internes (flux d’information, processus de travail...) ;
- stratégie de l'entreprise (vente et services aux clients, modèle business...).

Un score moyen sur les 4 axes est utilisé pour résumer le degré de maturité d'une organisation.
En plus du modèle de maturité numérique des entreprises, l'AdN utilise également un modèle différent pour la maturité numérique des citoyens.

## Modèle de maturité numérique DIMM (Fayon-Tartar)
Le modèle de maturité numérique DIMM (Digital Internet Maturity Model) est générique. En ce sens il est applicable à tout type de structures telles que des entreprises multinationales, des filiales, de petites entreprises, des business units, des départements, des associations ou encore des organismes publics (liste non exhaustive).
Le modèle de maturité numérique DIMM comprend 113 indicateurs réunis en 6 leviers :
- Stratégie
- Organisation
- Personnel
- Offre
- Technologie et Innovation
- Environnement

Pour chaque indicateur, le modèle, inspiré des bonnes pratiques de CMMI, décrit cinq niveaux de maturité permettant d'obtenir une note de 1 à 5, démontrant une maîtrise croissante des exigences à satisfaire :
1. Initial
2. Opportuniste
3. Renouvelable
4. Maîtrisé
5. Optimal

En complément, chaque indicateur est caractérisé par son domaine d'application afin de concentrer l'analyse sur les indicateurs pertinents :
- TPE, PME, petite association
- ETI et grande entreprise
- Administration, grande association

Enfin, un coefficient pondérateur de 1 à 3 indique l'importance de faible à forte, de l'impact de la maîtrise de l'indicateur sur la numérisation de la structure.
Le modèle est distribué sous licence Creative Commons : Attribution + Partage dans les mêmes conditions (BY SA).